# ユーロビジョン・ダンス・コンテスト
ユーロビジョン・ダンス・コンテスト（Eurovision Dance Contest）は、2007年と2008年に開催されていたダンス競技会。

## 大会開催までの経緯
欧州放送連合（EBU）と英国放送協会（BBC）は2007年春に、Strictly Come Dancingのヨーロッパ版として開催することともに、国際ダンススポーツ連盟（IDSF）の協力を得て開催されることを発表した。

## 参加国
- オーストリア, ORF
- デンマーク, DR
- フィンランド, YLE
- ドイツ, ARD
- ギリシャ, ERT
- アイルランド, RTÉ
- リトアニア, リトアニア国営放送(LRT)
- オランダ, TROS
- ポルトガル, RTP
- ロシア, RTR
- スロベニア, スロベニア国営放送(RTV)
- スペイン, TVE
- スウェーデン, TV4
- スイス, SSR
- ウクライナ, ウクライナ国営テレビ(NTU)
- イギリス, BBC

## 第1回大会
第1回ユーロビジョン・ダンス・コンテストは2007年9月1日にイギリス・ロンドンのBBCテレビジョンセンターで開催された。放送時間は午後8時から午後10時15分（BST）（JST：9月2日午前4時から6時15分）。なお、インターネット配信は実施せず。
大会は16カ国が参加し、フィンランドが初代優勝国となったが、逆に開催国のイギリスは15位、スイスは0ポイントで最下位だった。

## 第2回大会
第2回ユーロビジョン・ダンス・コンテストは2008年9月6日にイギリス・グラスゴーのスコティッシュ・エキシビション・アンド・カンファレンス・センターで開催された。今大会にはアゼルバイジャンが初出場したものの、ドイツとスイスが出場しないと発表したが、スペインもTVEの2010 FIFAワールドカップ・ヨーロッパ予選、対ボスニア・ヘルツェゴビナ戦を優先的に放送するため欠場を決めた。ただ、TVE2で代わりに放送された。

### 最終結果
1. ポーランド
2. ロシア
3. ウクライナ
4. リトアニア
5. アゼルバイジャン